# کارایسالی
کارایسالی (انگلیسی: Karaisalı) شهری در ترکیه است.